# Font (tipografia)
En tipografia, una font tipogràfica, pòlissa de tipus o tipus de lletra, és l'assortiment de caràcters tipogràfics de la mateixa família en cadascuna de les variants de sèrie, o, dit d'una altra manera, és un assortiment complet de lletres, signes i blancs d'una família tipogràfica, en una mida o estil concrets. El terme anglès font deriva del francès fonte, que significa 'peça fosa', i es refereix al tipus produït fonent el metall. Els impressors de parla anglesa han fet servir el terme fount (a les illes Britàniques) o font (a Amèrica del Nord) durant segles per referir-se a les pòlisses de metall de múltiples parts que s'utilitzaven per acoblar i imprimir en una mida i un tipus de lletra determinats. Amb l'arribada de la tipografia digital, el terme font nord-americà s'ha anat fent habitual entre els dissenyadors catalanoparlants i també en la bibliografia sobre tipografia.
Amb el pas dels anys, totes les definicions de la terminologia associada amb la tipografia han estat poc clares. Abans que arribés l'era digital, els termes «tipus», i «lletra», tenien definicions clares. Avui aquestes diferències ho són menys. «Tipus» s'utilitzava per a descriure el mateix objecte: un tros de metall amb un caràcter invertit i un relleu en un costat creat per a la impressió. «Font» es referia al conjunt de caràcters d'un tipus de lletra concret, del mateix estil i mida. «Lletra» es referia a un conjunt de famílies o a famílies de tipus relacionats. Des de final del segle xix, «lletra» o «caràcter» s'apliquen a un conjunt d'estils afins: «cursiva», «rodona», «negreta», «cursiva negreta», «versaleta», etc.
La tipografia es divideix en tipografia per a títols i per a cos de text. Tradicionalment els tipus de 12 punts o menys es consideren de text. Solen utilitzar-se per als cossos de text o per a textos de lectura continuada, amb molta informació. A la inversa, els tipus de més de 12 punts es coneixen com a «tipus per a títols». Solen utilitzar-se per a capçaleres, senyalització o per a qualsevol text que intenti captar l'atenció del lector amb grans mides de lletra.

## Terminologia per a descriure les fonts

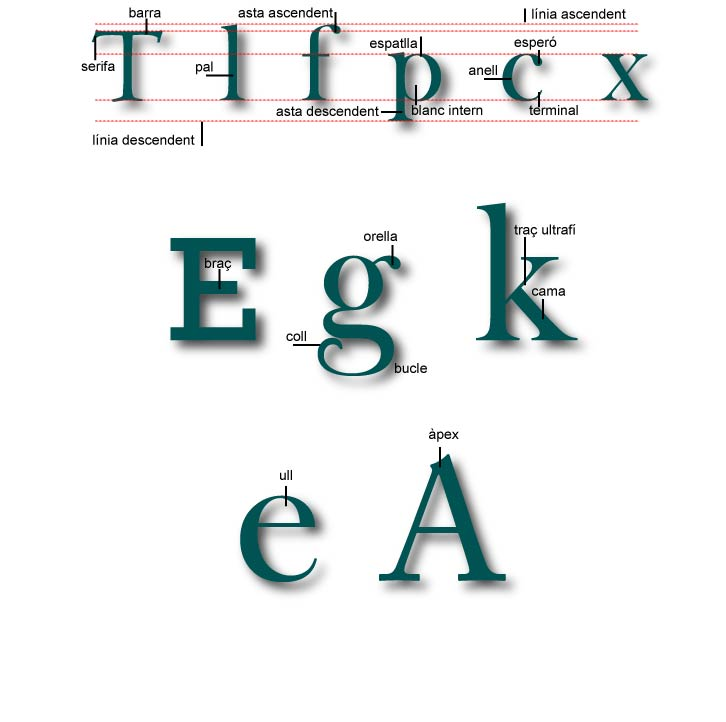
Vocabulari de les parts d'una lletra.

Part de l'argot de la tipografia s'ha vist influenciada per factors històrics. Això guarda poca relació amb els formats digitals i la composició actual però és útil per a conèixer on s'origina la terminologia i com s'utilitza. Alguns dels termes més usats es descriuen a continuació:
- Anell: Traç corbat que tanca un blanc intern.
- Àpex: Pic del triangle en la A majúscula.
- Asta ascendent: Traç de les minúscules que supera l'altura de la x.
- Asta descendent: Traç de les minúscules que s'allarga per sota de la línia base.
- Barra: Traç horitzontal que connecta dos costats d'una lletra.
- Blanc intern: Espai intern envoltat completament o parcialment per una lletra.
- Braç: Traç horitzontal projectat obert per un o ambdós costats, com en la «E» majúscula.
- Bucle: Meitat inferior de la «g» minúscula.
- Cua: Traç diagonal o bucle al final d'una lletra.
- Coll: Traç que connecta l'anell i el bucle de la «g» minúscula.
- Esperó: Projecció petita que reforça el punt situat al final d'un traç corbat.
- Espatlla: Traç corbat que es projecta a partir d'un pal.
- Ull: Contorn interior de la «e» minúscula.
- Orella: Petit traç que s'estén per la part superior dreta de l'anell en la «g» minúscula.
- Pal: Traç vertical principal o diagonal d'una lletra.
- Cama: Traç diagonal en la meitat inferior de la «k» minúscula.
- Traç ultrafí: Traç més prim d'un tipus, d'amplades variables.
- Serifa: Traços curts que es projecten des de i cap als traços principals de les lletres.
- Terminal: Part final de tot traç que no acaba amb una serifa.

### El quadrat de la m

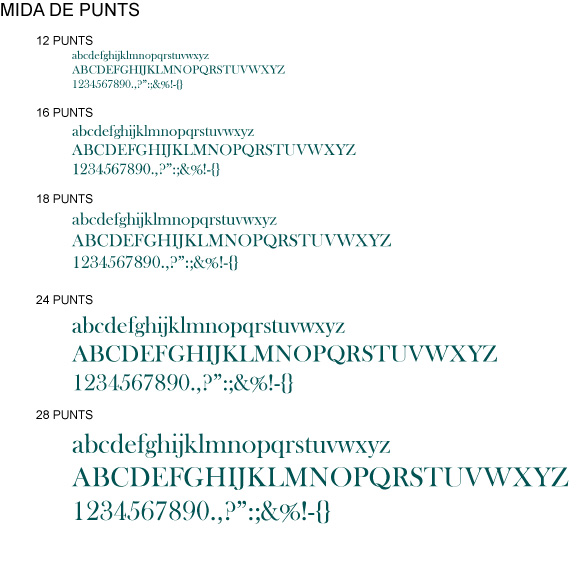
Exemples de la mida de les fonts tipogràfiques segons els punts.

Una ema és una unitat de mesura per a qualsevol tipus de lletra. El terme respon a l'amplada d'una «M». Aquesta lletra en un principi era igual d'ampla que la mida en punts. Així doncs, la mida de la «M» és un quadrat d'igual mida que la mida en punts. El guió llarg es diu «guió m» al tenir una amplada d'aquest quadrat, mentre que un guió curt o «guió n» és la meitat d'aquest. Avui en dia, amb la tipografia digital, la lletra «m» no es correspon a la mida d'una eme, però el terme és encara vigent. En la composició tipogràfica, però, la sangria dels paràgrafs acostuma a tenir l'amplada d'una eme, l'equivalent a la mida en punts.

### Caixa alta i caixa baixa
Com passa amb molta de la terminologia de la tipografia, els termes «caixa alta» i «caixa baixa» deriven de les caixes d'impressió que s'utilitzaven per col·locar els tipus. Per a cada font es feien servir dues caixes una damunt de l'altra. La de dalt, o caixa alta, s'utilitzava per les majúscules i l'altra, la de baix o caixa baixa per les minúscules.

### Mida en punts
El tipus es mesura en punts, terme que deriva de l'època en la qual les lletres D s'imprimien a partir de caràcter tallats en un punxó d'acer. La mida de punt es refereix al cos del punxó i no a la lletra en si. La mida, doncs, inclou l'espai superior i inferior als traços de la lletra. Com a resultat, si es mesura amb un regle, un caràcter sempre serà un xic més petit que la mida del punt que tingui.
Un punt equival a 1/72 d'una polzada. La mida es determina per l'alçada des de la part inferior del descendent fins a l'alçada superior amb una mica més d'espai i no només amb la mida d'una lletra majúscula com acostuma a entendre's.

## Classificació

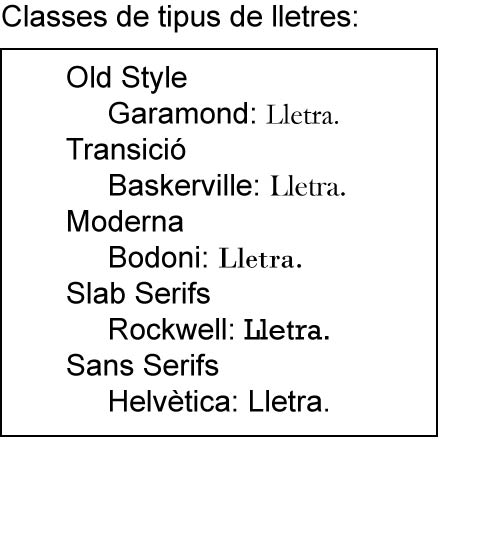
Exemples de la classificació de les fonts tipogràfiques.

Els tipus es classifiquen en categories, segons les característiques visuals i històriques. Aquesta classificació dona una noció de la manera que es va construir i ajuda a identificar-les amb exactitud.

### Old style i old style humanista
Aquests tipus, coneguts en el passat com «venecians», s'inspiraren en les majúscules romanes gravades i es van basar en les minúscules del segle xv. S'identifiquen per un traç transversal en la «e» minúscula, junt amb els accents interns de natura angulosa. Les formes són més arrodonides i tenen serifs angulosos en la part superior de les minúscules.

### Tipus de transició
La tipografia va evolucionar al segle xviii a un estil més modern. Les tipus del període intermedi, en els que s'inclou el Baskerville, es classifiquen com tipus de transició. Aquests es caracteritzen per un gran contrast entre els traços fins i gruixuts, com un accent més horitzontal en les lletres; també per semblar més amples que els tipus d'estil antic.

### Modern
En tipus de lletra moderns, com Bodoni, hi ha més contrast entre traços fins i gruixuts. Els accents dels caràcters són horitzontals i les serifes s'uneixen als pals horitzontalment.

### Slab serifs
Aquests tipus de lletra es coneixen a vegades com tipus egipcis. En l'època en què es van introduir (cap al 1815) existia un gran interès pels productes egipcis, de manera que algunes foneries van utilitzar aquest terme per al disseny dels seus tipus. Aquests tipus tenen pesats serifs quadrats o rectangulars. En molts dels tipus, l'amplada dels traçats és uniforme i els accents dels caràcters són horitzontals.

### Lletra de pal sec (Sans serifo grotesques)
La lletra de pal sec apareix per primer cop al segle xix. Els caràcters tenen accents verticals sense serifs i alguna diferència en l'amplada dels traçats. Aquest grup també inclou categories com la Neogrotesque, la Geometric i la Humanist. Les neogrotesques tenen una amplada de traç uniforme, Les Geometric es creen utilitzant formes geomètriques simples. Tenen una «a» minúscula d'un sol nivell. La tipografia Humanist, finalment, es basa en les proporcions de les tipus old style humanist però sense serifs. L'ample dels traços té algunes diferències i la «a» i la «g» minúscules tenen dos nivells.

## Proporcions tipogràfiques
Existeixen quatre factors principals que influeixen en les proporcions tipogràfiques:

### Proporció entre el traçat i l'altura
Les lletres romanes es basen en els caràcters trobats en les inscripcions romanes. En analitzar els caràcters, resulta que són unes deu vegades més alts que el pes del seu traç. Qualsevol variació de la proporció ocasionarà que les lletres quedin més fosques o més clares. Trobar les proporcions correctes de qualsevol font pot resultar difícil. Han de tenir un aspecte correcte òpticament més que matemàticament. La funció de la font també pot ser determinant en aquesta relació. Una font per un títol pot trencar algunes convencions en favor del disseny, mentre que per un text ha de mantenir les proporcions per esdevenir fàcils de llegir.

### Contrast en el pes del traç
Els tipus originals es basaven en la cal·ligrafia del Renaixement. Com que les plomes estilogràfiques tenien la punta plana, permetien crear traços gruixuts i prims en resseguir la lletra. Aquesta variació del contrast es denomina habitualment «accent». La ploma produïa accents angulosos i la punta s'utilitzava per crear formes asimètriques en les lletres. Amb l'evolució de la tipografia, la influència de la ploma estilogràfica ha disminuït i els accents han pràcticament desaparegut. Actualment, en la majoria dels tipus de pal sec, el pes dels traçats és gairebé uniforme. Per equilibrar òpticament la font, però, els accents horitzontals solen dibuixar-se lleugerament més prims que els verticals.

### Altura de la x i proporció
La relació entre l'altura de la x i el pes de les majúscules i dels ascendents i descendents pot tenir un gran efecte en una font. Algunes fonts tenen una proporció entre l'altura de la x i l'ascendent molt grans, amb la qual cosa la font sembla més ampla en mides de punts determinats. Això es deu al fet que el cos del tipus cobreix més espai. Altres fonts amb ascendent i descendent més llarg en comparació amb l'altura de la x, semblaran més petites amb la mateixa mida de punt.

### Amplada de la lletra
Les proporcions de les lletres poden canviar radicalment si s'estenen o es condensen. En escollir aquest tipus de fonts, és molt important tenir en compte per a que serveixen, com que lletres condensades són útils per compondre texts dins d'un espai limitat, mentre que les fonts ultracondensades exigeixen més esforç al lector per a poder llegir-les. Han inspirat l'expressió «lletra petita», quan es parla les clàusules abusives de contractes que les companyies volien amagar. Des de novembre 2022, les fonts dels contractes han de ser 1,5mm o més.